# پرامور
پَرامور (به انگلیسی: Paramore) یک گروه راک آمریکایی و نامزد دریافت جایزه گرمی در سال‌های ۲۰۰۸، ۲۰۱۰ و ۲۰۱۱ شامل اعضای هیلی ویلیامز∗ (خواننده، کیبورد)، جرمی دیویس∗ (گیتار بیس)و تیلور یورک∗ (گیتار) در فرنکلین∗، تنسی، آمریکا شکل گرفت. گروه اولین آلبوم خود را در سال ۲۰۰۵ با نام تمام آنچه ما می‌دانیم در حال سقوط است (به انگلیسی: All We Know Is Falling) منتشر کرد. دومین آلبوم آن‌ها در سال ۲۰۰۷ به نام آشوب! (به انگلیسی: !Riot) به انتشار درآمد در حالی که مجوز آلبوم پلاتینی در آمریکا، آلبوم طلایی در انگلیس، ایرلند و نیوزیلند را کسب کرد. آلبوم سوم پارامور با نام چشمهای تر و تازه (به انگلیسی: Brand New Eyes) در ۲۹ سپتامبر سال ۲۰۰۹ منتشر شد.

## تاریخچه

### ۲۰۰۲–۲۰۰۵: شکل‌گیری و تمام آنچه ما می‌دانیم در حال سقوط است
در سال ۲۰۰۲، خوانندهٔ گروه، هیلی ویلیامز، در ۱۳ سالگی از شهر خود، مریدیان∗، می‌سی‌سی‌پی به فرنکلین، تنسی رفت و در آنجا در حالی که در انتظار یک آموزشگاه ملی بود با دو برادر، جاش و زاک فارو، ملاقات کرد. مدت کوتاهی پس از رسیدن، وی به یادگیری درس‌های خوانندگی نزد برت منینگ∗ پرداخت. در هر حال، اولین اعضای تشکیل دهندهٔ پارامو، ویلیامز و بیسیست آن‌ها جرمی دیویس، همراه یکی از دوستان به نام کیمی رید، در یک گروه پانک به نام کارخانه(به انگلیسی: The Factory) شرکت کردند، در حالی که برادران فارو بعد از مدرسه با یکدیگر به تمرین می‌پرداختند. فرد دیگری که به زودی به پارامور می‌پیوست، «در مورد تمام چیزهای زنانه عصبی بود» در مورد ویلیامز به عنوان خواننده نیز چنین بود، اما به دلیل آنکه آن‌ها دوستان بسیار خوبی برای یکدیگر بودند، ویلیامز برای آن‌ها نوشت و سرانجام این مشکل حل شد. در نهایت گروه به‌طور رسمی به وسیلهٔ جاش فارو (گیتاریست اصلی/همخوانی)، زاک فارو (درام)، جرمی دیویس (بیس) و هیلی ویلیامز (خوانندهٔ اصلی) در سال ۲۰۰۴، به علاوهٔ همسایهٔ ویلیامز با نام جیسون باینم∗ (گیتار ریتم) شکل گرفت. با نظر ویلیامز، نام «پارامور» از نام مادر یکی از اولین نوازنده‌های گروه گرفته شد. هنگامی که گروه با معنای دیگر واژهٔ پارامور با املایی متفاوت(Paramour) به معنای «عاشق اسرارآمیز» آشنا شد، تصمیم گرفت تا این اسم را با املای Paramore برای خود برگزیند. اولین ترانه‌ای که اعضای گروه با یکدیگر ساختند «توطئه»(به انگلیسی: Conspiracy) نام داشت که بعدها در اولین آلبوم آن‌ها نیز قرار گرفت. در همان سال‌ها پارامور در مناطقی خارج از نشویل کنسرتهایی داشتند، که شامل جشنواره Purple Dorr و Warped Tour می‌شدند.
گروه پارامور به شهر اورلاندو در فلوریدا بازگشت تا به ضبط اولین آلبوم خود، تمام آنچه ما می‌دانیم در حال سقوط است، بپردازد، اما مدت کوتاهی پس از بازگشت آنها، دیویس به دلایلی شخصی گروه را ترک کرد. چهار عضو باقی‌ماندهٔ گروه ضبط آلبوم را ادامه دادند و ترانهٔ «تمام آنچه ما می‌دانیم» در مورد رفتن او نوشتند و سپس تصمیم گرفته شد که تمام آنچه ما می‌دانیم در حال سقوط است را در همین مفهوم پایه‌ریزی کنند. کاور این آلبوم نیز حس غمی که گروه پارامور را فراگرفته بود منعکس می‌کرد، همان‌طور که ویلیامز توضیح می‌دهد: «مبلی بر روی جلد تمام آنچه ما می‌دانیم در حال سقوط است قرار دارد، ولی کسی جز سایه‌ای آنجا حضور ندارد، همهٔ اینها به خاطر ترک جرمی بود و ما حس می‌کردیم همیشه یک جای خالی بین ما وجود دارد» ضبط تمام آنچه ما می‌دانیم در حال سقوط است سه هفته زمان برد، و کارهای تبلیغاتی تنها چهار عضو باقی‌مانده را برجسته کرد. قبل از برگزاری تورها، گروه جان همبری∗(بیسیست) را به جای دیویس آماده کرد. طی همان تابستان، پارامور در صحنهٔ Shira Girl از تور سال ۲۰۰۵ Warped حضور پیدا کرد. پس از تقاضاهای بسیاری که گروه، دیویس پس از پنج ماه دوری به جای همبری به جمع گروه پیوست. تمام آنچه ما می‌دانیم در حال سقوط است در ۲۴ ژوئیه ۲۰۰۵ منتشر شد و به رتبهٔ سی‌ام در Billboard's Heatseekers Chart دست یافت. پارامور ترانهٔ «فشار»∗ را به عنوان اولین تک آهنگ از اولین آلبوم خود همراه با موزیک ویدئویی ساختهٔ شین دریک∗ بیرون داد، اما این ترانه جایی در جدول ترانه‌ها کسب نکرد. در این ویدیو گروه در حال اجرا در یک انبار است، که در اثر فشار ناگهان آب از لوله‌های این انبار به بیرون سرایت می‌کند. گروه در ماه ژوئیهٔ همان سال، ترانهٔ «اضطراری»∗ را به عنوان دومین تک‌آهنگ آلبومشان همراه با ویدئویی که آن را نیز شین دریک برایشان ساخته بود منتشر کرد که در آن هانتر لام∗ که به جای گیتاریست پیشین گروه، باینم، آمده بود نیز حضور داشت. ویدیوی این آهنگ اجرای گروه را به گونه‌ای متفاوت نشان می‌دهد. این بار اعضای گروه در لباسهایی پوشیده شده‌اند و در حال مداوای بدن خونی خود هستند. سومین تک‌آهنگ آلبوم آن‌ها «تمام آنچه ما می‌دانیم» محدودیت نوبت پخش نسبت به دو تک‌آهنگ قبلی منتظر شد. ویدیوی این ترانه شامل گلچینی از اجراهای زندهٔ گروه در پشت صحنه و بر روی صحنه بود.
در ژانویهٔ ۲۰۰۶، گروه در تور Winter Go West شرکت کرد جایی که آن‌ها در کنار دو گروه اهل سیاتل، واشینگتن، Amber Pacific و The Lashes، به اجرا پرداختند. در ماه فوریه، ویلیامز در ترانهٔ «Keep Dreaming Upside Down» از گروه October Fall خواند. آن‌ها تور خود در بریتانیا را از ۵ تا ۱۵ اکتبر ۲۰۰۶ برگزار کردند و تور آن‌ها در یکی از باشگاه‌های شبانهٔ لندن با نام Mean Fiddler به پایان رسید. آن‌ها سپس ترانهٔ «قهرمان من»∗ از گروه فو فایترز را برای فیلم صدای سوپرمن به عنوان موسیقی متن فیلم بازخوانی کردند که این ترانه در ماه ژوئن سال ۲۰۰۶ منتشر شد. طی تابستان ۲۰۰۶، پارامور اجراهای مختصری از تور Warped Tour داشت، بیشتر در صحنه‌های Volvom و Hurley، و اولین شب آن‌ها در صحنهٔ اصلی در شهر خود آن‌ها یعنی نشویل بود. اولین تور پارامور در آمریکا از ۲ اوت ۲۰۰۶ آغاز شد که در آن با پشتیبانی گروه‌های This Providence, Cute Is What We Aim For و Hit The Lights تمام بلیت‌های گروه به فروش رفت. در همان سال پارامور با رأی خوانندگان مجلهٔ بریتانیایی کرنگ!∗ به عنوان «بهترین گروه تازه تأسیس» و ویلیامز به عنوان دومین «زن سکسی» انتخاب شدند.
در سال ۲۰۰۷، مجلهٔ بریتانیایی NME از پارامور به عنوان یکی از ده گروهی که در «New Noise 2007» شرکت می‌کنند، نام برد. در ماه ژانویه، گروه اجرایی آکوستیک برای افتتاحیهٔ با شکوه تور Warped Tour در Rock and Roll Hall of Fame کرد. پارامور باری دیگر در مجلهٔ کرنگ! حضور یافت؛ درحالی که، ویلیامز عقیده داشت که مقاله یک تصویر نادرست از گروه را به تصویر کشیده‌است، به خصوص به خاطر اینکه مقاله بیشتر تمرکز خود را بر ویلیامز به عنوان عضو اصلی گروه کرده‌بود. بعد از آن ویلیامز مجله را به LiveJournal مربوط به گروه‌های موسیقی همراه با این نوشته: «ما این کار را بدون همکاری نمی‌توانستیم انجام دهیم. معذرت می‌خواهم اگر کسی از مجلهٔ کرنگ را ناراحت می‌کنم ولی فکر نمی‌کنم که در این مقاله یک کلمه حقیقت هم نوشته شده باشد» فرستاد. در ماه آوریل، ویلیامز در ترانهٔ «Then Came To Kill» از گروه The Chariot خواند. گروه در اوایل سال ۲۰۰۷ توری همراه با گروه‌های This Providence, The Almost و Love Arcade ترتیب داد.

### ۲۰۰۷–۲۰۰۸: آشوب! و دیگر برنامه‌ها

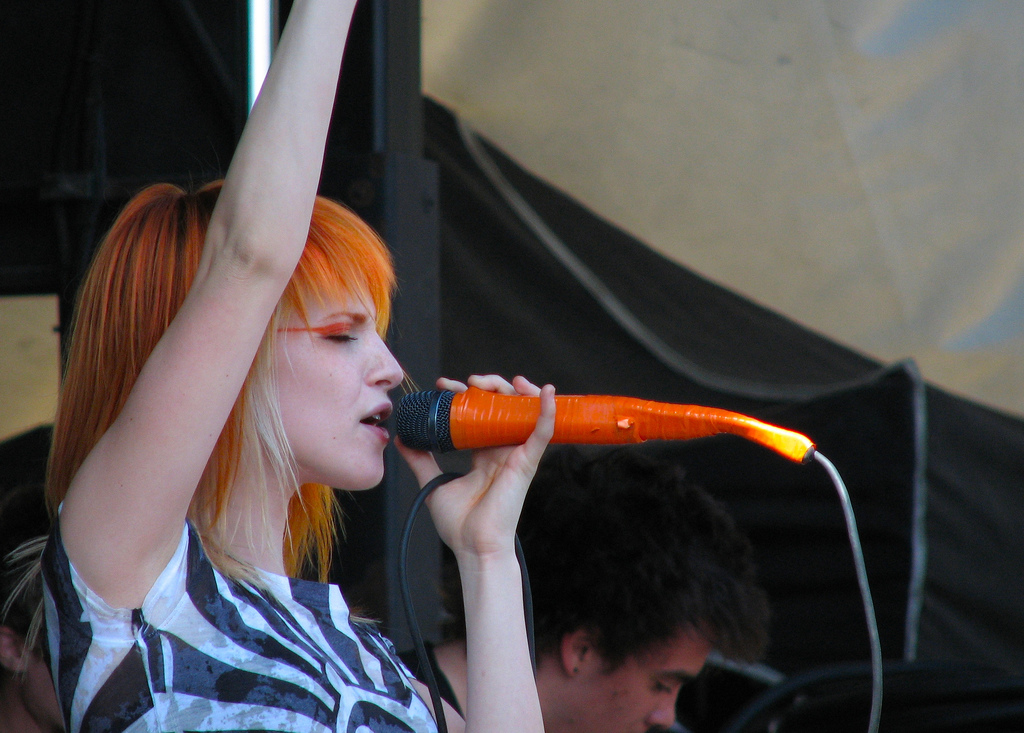
خوانندهٔ اصلی گروه، هیلی ویلیامز (سمت چپ)، و گیتاریست گروه، تیلور یورک (سمت راست)، در حال اجرا در Vans Warped Tour در شهر ونکوور؛ ژوئیهٔ ۲۰۰۷

پارامور کار ضبط دومین آلبوم خود، آشوب، را در ژوئیهٔ سال ۲۰۰۷ آغاز کرد و در ماه مارس همان سال بدون حضور گیتاریست خود هانتر لام (که در اوایل سال ۲۰۰۷ به دلیل ازدواج گروه را ترک کرد) به پایان رسانید. بدون وجود لام گیتاریست اصلی گروه، فارو، مجبور شد که هر دو قسمت گیتارهای ترانه‌ها را به تنهایی بنوازد. تیلور یورک که همراه با برادران فارو پیش از ملاقات با هیلی ویلیامز در یک گروه کار می‌کردند، به جای لام وارد گروه پارامور شد. گروه با دو تولیدکننده به نامهای نیل اوْران و هاوارد بنسن، صحبتهایی کرد اما در نهایت تصمیم گرفته شد تا آشوب! با تولیدکنندهٔ اهل نیو جرزی، دیوید بندت، ضبط شود. این آلبوم در ۱۲ ژوئن ۲۰۰۷ منتشر شد. آشوب! در جایگاه بیستم Billboard 200 قرار گرفت، در رده‌بندی بریتانیا به مقام بیست و چهارم رسید و ۴۴ هزار نسخه در هفتهٔ اول انتشار در ایالات متحدهٔ آمریکا فروش کرد. نام آشوب! به این جهت انتخاب شد که به معنای «یک طغیان ناگهانی از یک احساس غیرقابل کنترل» است و آشوب تمام این معانی را در خود دارد. اولین تک‌آهنگ این آلبوم با نام «مشغلهٔ کاری»∗ در ۲۱ ژوئن ۲۰۰۷ منتشر شد که بر طبق گفتهٔ ویلیامز «این ترانه از تمام ترانه‌های دیگری که نوشته‌ام صادقانه‌تر است، و اعضای گروه این حس را با موسیقی به خوبی بیان کردند.»
در تابستان ۲۰۰۷، پارامور در سومین تور Warped Tour شرکت کرد و گزارشی از تجربیات خود را به yourhereblog for MTV ارسال کرد. اولین حضور پارامور در تلویزیون مربوط می‌شود به نمایش روزانهٔ شبکهٔ فیوز با نام سس. دومین تک‌آهنگ از آلبوم آشوب! با نام «هللویا»∗ (به معنای خدا را سپاس باد)، در ۳۰ ژوئیهٔ ۲۰۰۷ انتشار یافت. ویدیوی این تک‌آهنگ مشابه ترانهٔ «تمام أنچه ما می‌دانیم» است، از این جهت که در آن قسمتهایی از اجراهای زندهٔ گروه به همراه پشت صحنهٔ کنسرتهای آن‌ها به نمایش در می‌آید. در ماه اوت سال ۲۰۰۷، پارامور در شبکهٔ تلویزیونی ام تی وی حاضر شد و طی آن به اجرای آکوستیک تعدادی از ترانه‌شان پرداختند و همچنین حضور کوتاهی در یکی از برنامه‌های تبلیغاتی ام تی وی داشتند. MTV.com همچنین گلچینی از ویدیوهای کوتاه به همراه اعضای گروه در جهت معرفی بهتر آلبوم آشوب! فراهم آورد. برای هفته‌هایی پشت سر هم از ماه اوت ۲۰۰۷، موزیک ویدیوی «مشغلهٔ کاری» در وبگاه شبکهٔ ام تی وی در رتبهٔ اول قرار داشت. در روز ۸ اکتبر ۲۰۰۷، پارامور ترانهٔ «مشغلهٔ کاری» را در شوی تلویزیونی Late Night with Conan O'Brien به صورت زنده اجرا کرد، که این حضور از طریق دوستی‌ای -که از بین رفت- بین گروه و مکس وینبرگ طی Warped Tour سال ۲۰۰۷ میسر گشت. در اوت همان سال، پارامور در موزیک ویدئویی از گروه نیو فوند گلوری که کاوری از ترانهٔ «مرا ببوس» از Sixpence None the Richer بود، شرکت کرد.